# Легат Милоша Јанковића
Легат Милоша Јанковића je репрезентативна збирка материјалних и културних добара коју је дародавац Милош Јанковић, српски књижевник и песник, формирао 2018. године у Удружењу за културу, уметност и међународну сарадњу „Адлигат” у Београду, чији је и члан оснивач. 

## Живот и каријера Милоша Јанковића
Милош Јанковић рођен је 14. априла 1963. године. Основну и средњу школу завршио је у Београду, као и Факултет цивилне одбране (садашњи Факултет безбедности). Магистрирао је 2005. године на Полицијској академији у Београду, са тезом „Јавни циљеви тајних друштава”.
Јанковић је објавио више од 80 књига, а познат је и као изузетан организатор и државни службеник. Током вишедеценијских ангажовања у различитим државним службама радио је на позицијама на којима се захтевао висок степен оперативности, сналажљивости и управљања кризама. Био је помоћник министра одбране, заменик министра просвете, помоћник министра за рад, запошљавање и социјална питања. Био је и председник Управног одбора Народне библиотеке Србије.
У више наврата, Јанковић је био уредник, главни уредник, главни и одговорни уредник, као и комерцијални и генерални директор у више издавачких предузећа, попут Нолит, БИГЗ, Слобода, Просвета, Беоштампа и др. 
Члан је Удружења књижевника Србије, у статусу истакнутог самосталног уметника и заменика председника овог удружења. Један је од оснивача Удружења за културу, уметност и међународну сарадњу „Адлигат”, где је његовим ангажовањем потпомогнута набавка писама Николе Тесле и краља Милана Обреновића, али и отварање Одељења за дигитализацију у оквиру Удружења. Због значајног ангажовања, 2018. године Удружење му је уручило  Повељу захвалности, на Свечаној Скупштини одржаној у САНУ. 
Добитник је више угледних награда, међу којима су Награда Раде Томић (2011), Повеља Карађорђе (2012), Награда Златни Орфеј (2013), Награда Песничка хрисовуља (2013), Награда Раде Драинац (2014), Награда Академије Иво Андрић (2017), Награда Златна струна (Смедеревска песничка јесен, 2018) и друге. 

## Легат Милоша Јанковића
Јанковић је свој легат у Удружењу за културу, уметност и међународну сарадњу „Адлигат” формирао 2018. године и том приликом поклонио је Удружењу своје рукописе, преписку са Милованом Данојлићем из осамдесетих година 20. века, допис Матије Бећковића којим га обавештава о пријему у чланство Удружења књижевника Србије, као и шешире петорице великана српске песничке речи које је током живота сакупио – Јаше Гробарова, Милана Ненадића, Слободана Стојадиновића Чуде, Баја Луковића и Андреја Јелића Мариокова. Јанковић је Удружењу поклонио и више од 200 бројаница које је сакупљао у више десетина манастира дуже од једне деценије. 
- Писмо Милована Данојлића упућено Јанковићу, Париз 1985.
- Писмо Милована Данојлића упућено Милошу Јанковићу, Париз 1986.
- Шешири пет истакнутих српских песника, део Јанковићевог легата.

#### Писмо Данила Киша
У легату Милоша Јанковића налази се и писмо које му је Данило Киш упутио за рођендан, 14. априла 1981. године. На молбу Јанковића да му Киш изнесе своје мишљење о једном рукопису књиге прозе, Киш је као одговор послао писмо у којем износи неколико савета – предложак из кога је касније настало дело „Савети младом писцу" (1984). У њему, између осталог, Киш даје следеће савете Јанковићу:
1. Немојте тражити савете од писаца, поготову од познатих писаца, јер вам књижевне савете, над текстом и поводом текста, нико не може дати;
2. Читајте своје саставе у стиху и прози својим вршњацима, онима у које верујете и онима у које не верујете;
3. Полемизирајте са њима, измењујте књиге, подупирите своја уверења либрима старим и новим;
4. Поскидајте са зидова слике писаца, живих и мртвих, а поготово живих, и ставите на њихово место слике и постере девојака;
5. Не идите са својом генерацијом, али јој и не окрећите леђа;
6. Упознајте писце да бисте се уверили да нису, као људи, обично ни бољи ни гори од осталог света;
7. Читајте, учите језике, преводите /превођење је одлична вежба за писање/;
8. Не слушајте ничије савете и рецепте, па ни овај.

## Радно време
Легат Милоша Јанковића отворен је за посетиоце у оквиру Музеја српске књижевности на Бањици, четвртком, петком и суботом, уз претходно заказивање.